# Burk (Seeg)
Burk ist ein Gemeindeteil der Gemeinde Seeg im bayerischen Landkreis Ostallgäu. 

## Geographie
Das Dorf liegt im Nordosten von Seeg und grenzt an die Nachbargemeinde Roßhaupten. 

## Geschichte
Der Ort wird erstmals 1316 als hochstiftisch-augsburgischer Besitz mit „ze der Burch“ erwähnt. Damals bestand er aus sechs Bauernhöfen. 1812/1813 gehörten zu dem Ort 13 Wohnhäuser.

## Burgstall
Namensgebend für die Ansiedlung ist der westlich davon gelegene Burgstall Burk. Mit seinem gut erhaltenen Ringgraben um eine kegelstumpfförmige Erdaufschüttung gilt er als eines der anschaulichsten Beispiele einer Turmhügelburg in Bayern. 

## Jodquelle
Am Ende des 19. Jahrhunderts wurde durch Ferdinand Musch bei Burk eine jodhaltige Quelle entdeckt, die er 1892 erwarb. Er verabreichte dort Trinkkuren und versandte in Flaschen das Jodwasser. Nach Muschs Tod verkauften seine Erben die Quelle für 20.000 Reichsmark an die Tölz-AG, die dort ein Sudhaus mit einer Betriebsleiterwohnung errichten ließ.

## Baudenkmäler
In der Liste der Baudenkmäler in Seeg sind für Burk vier Baudenkmäler aufgeführt.